# Campeonato Venezolano de Clubes de Rugby 2015
El Campeonato Nacional de Clubes 2015 es una edición del Campeonato Nacional de Clubes de rugby 15 en Venezuela. Fue organizado por la Federación Venezolana de Rugby. Se disputó entre el 16 de mayo y el 31 de octubre de 2015. 
Los 16 equipos participantes de la edición 2015 habían jugado desde enero de 2015 una ronda previa formada por 24 equipos para poder clasificar al campeonato de primera división.
El torneo tuvo inconvenientes debido a la suspensión temporal de actividades hecha por la Federación Venezolana de Rugby como consecuencia de la baja participación de clubes y jugadores en el proceso de fichaje 2015.

## Primera fase
En la primera fase, los 16 clubes participantes son divididos en cuatro grupos con cuatro equipos en cada uno de los grupos. Los equipos juegan una ronda clasificatoria de todos contra todos, dentro de cada grupo, con partidos de ida y vuelta. Los dos primeros de cada grupo pasan a la fase final.

### Conferencia central
| Posición | Equipo                                        | Partidos | Partidos | Partidos  | Partidos | Game Points | Puntos |
| Posición | Equipo                                        | jugados  | ganados  | empatados | perdidos | Game Points | Puntos |
| -------- | --------------------------------------------- | -------- | -------- | --------- | -------- | ----------- | ------ |
| 1        | Proyecto Alcatraz Rugby Club                  | 6        | 5        | 0         | 1        | 159 - 127   | 31     |
| 2        | Club de Rugby de la Universidad Metropolitana | 6        | 4        | 0         | 2        | 137 - 117   | 20     |
| 3        | Universidad de Carabobo Rugby Club            | 6        | 3        | 0         | 3        | 114 - 121   | 20     |
| 4        | Universidad Central de Venezuela Rugby Club   | 6        | 0        | 0         | 6        | 104 - 149   | 9      |

| 30 de mayo de 2015 | Proyecto Alcatraz Rugby Club | 14-10   | Universidad Central de Venezuela Rugby Club | Campo de rugby de la Hacienda Santa Teresa, El Consejo |  |
|                    |                              | Reporte |                                             |                                                        |  |

| 30 de mayo de 2015 | Club de Rugby de la Universidad Metropolitana | 10-5    | Universidad de Carabobo Rugby Club | Campo de fútbol de la Universidad Metropolitana, Caracas |  |
|                    |                                               | Reporte |                                    |                                                          |  |

| 6 de junio de 2015 | Universidad de Carabobo Rugby Club | 28-20   | Universidad Central de Venezuela Rugby Club | Polideportivo Arístides Pineda, Naguanagua |  |
|                    |                                    | Reporte |                                             |                                            |  |

| 6 de junio de 2015 | Club de Rugby de la Universidad Metropolitana | 24-28   | Proyecto Alcatraz Rugby Club | Campo de fútbol de la Universidad Metropolitana, Caracas |  |
|                    |                                               | Reporte |                              |                                                          |  |

| 13 de junio de 2015 | Proyecto Alcatraz Rugby Club | 34-29   | Universidad de Carabobo Rugby Club | Campo de rugby de la Hacienda Santa Teresa, El Consejo |  |
|                     |                              | Reporte |                                    |                                                        |  |

| 13 de junio de 2015 | Universidad Central de Venezuela Rugby Club | 21-31   | Club de Rugby de la Universidad Metropolitana | Estadio Olímpico de la Universidad Central de Venezuela, Caracas |  |
|                     |                                             | Reporte |                                               |                                                                  |  |

| 20 de junio de 2015 | Universidad de Carabobo Rugby Club | 21-20   | Proyecto Alcatraz Rugby Club | Polideportivo Arístides Pineda, Naguanagua |  |
|                     |                                    | Reporte |                              |                                            |  |

| 20 de junio de 2015 | Club de Rugby de la Universidad Metropolitana | 26-19   | Universidad Central de Venezuela Rugby Club | Campo de fútbol de la Universidad Metropolitana, Caracas |  |
|                     |                                               | Reporte |                                             |                                                          |  |

| 27 de junio de 2015 | Universidad Central de Venezuela Rugby Club | 7-19    | Universidad de Carabobo Rugby Club | Estadio Olímpico de la Universidad Central de Venezuela, Caracas |  |
|                     |                                             | Reporte |                                    |                                                                  |  |

| 27 de junio de 2015 | Proyecto Alcatraz Rugby Club | 32-16   | Club de Rugby de la Universidad Metropolitana | Campo de rugby de la Hacienda Santa Teresa, El Consejo |  |
|                     |                              | Reporte |                                               |                                                        |  |

| 4 de julio de 2015 | Universidad de Carabobo Rugby Club | 12-30   | Club de Rugby de la Universidad Metropolitana | Polideportivo Arístides Pineda, Naguanagua |  |
|                    |                                    | Reporte |                                               |                                            |  |

| 4 de julio de 2015 | Universidad Central de Venezuela Rugby Club | 27-31   | Proyecto Alcatraz Rugby Club | Estadio Olímpico de la Universidad Central de Venezuela, Caracas |  |
|                    |                                             | Reporte |                              |                                                                  |  |

### Conferencia occidental
Los equipos participantes fueron Maracaibo Rugby Football Club, Tigres de Cabimas Rugby Football Club, Barquisimeto Rugby Club y Zulianos Rugby Football Club. Maracaibo y Tigres clasificaron a la fase final.

### Conferencia oriental
| Posición | Equipo                   | Partidos | Partidos | Partidos  | Partidos | Game Points | Puntos |
| Posición | Equipo                   | jugados  | ganados  | empatados | perdidos | Game Points | Puntos |
| -------- | ------------------------ | -------- | -------- | --------- | -------- | ----------- | ------ |
| 1        | Elite Rugby Club Monagas | 6        | 6        | 0         | 0        | 183 - 30    | 26     |
| 2        | Albatros Rugby Club      | 6        | 3        | 0         | 3        | 90 - 110    | 12     |
| 3        | Margarita Rugby Club     | 4        | 1        | 0         | 3        | 49 - 104    | 4      |
| 4        | Club Deportivo Nómadas   | 4        | 0        | 0         | 4        | 6 - 84      | 1      |

| 16 de mayo de 2015 | Margarita Rugby Club | 29-10   | Albatros Rugby Club | Estadio de fútbol de Bella Vista, Porlamar |  |
|                    |                      | Reporte |                     |                                            |  |

| 16 de mayo de 2015 | Elite Rugby Club Monagas | 30-0    | Club Deportivo Nómadas | Estadio Alexander Bottini, Maturín |  |
|                    |                          | Reporte |                        |                                    |  |

| 23 de mayo de 2015 | Albatros Rugby Club | 10-6    | Club Deportivo Nómadas | Puerto Ordaz, |  |
|                    |                     | Reporte |                        |               |  |

| 23 de mayo de 2015 | Margarita Rugby Club | 20-34   | Elite Rugby Club Monagas | Estadio de fútbol de Bella Vista, Porlamar |  |
|                    |                      | Reporte |                          |                                            |  |

| 30 de mayo de 2015 | Elite Rugby Club Monagas | 61-10   | Albatros Rugby Club | Estadio Alexander Bottini, Maturín |  |
|                    |                          | Reporte |                     |                                    |  |

| 30 de mayo de 2015 | Club Deportivo Nómadas | vs.     | Margarita Rugby Club | Puerto Ordaz, |  |
|                    |                        | Reporte |                      |               |  |

| 13 de junio de 2015 | Albatros Rugby Club | 0-14    | Elite Rugby Club Monagas | Puerto Ordaz, |  |
|                     |                     | Reporte |                          |               |  |

| 13 de junio de 2015 | Margarita Rugby Club | vs.     | Club Deportivo Nómadas | Estadio de fútbol de Bella Vista, Porlamar |  |
|                     |                      | Reporte |                        |                                            |  |

| 20 de junio de 2015 | Club Deportivo Nómadas | 0-30    | Albatros Rugby Club | Puerto Ordaz, |  |
|                     |                        | Reporte |                     |               |  |

| 20 de junio de 2015 | Elite Rugby Club Monagas | 30-0    | Margarita Rugby Club | Estadio Alexander Bottini, Maturín |  |
|                     |                          | Reporte |                      |                                    |  |

| 27 de junio de 2015 | Club Deportivo Nómadas | 0-14    | Elite Rugby Club Monagas | Puerto Ordaz, |  |
|                     |                        | Reporte |                          |               |  |

| 27 de junio de 2015 | Albatros Rugby Club | 30-0    | Margarita Rugby Club | Puerto Ordaz, |  |
|                     |                     | Reporte |                      |               |  |

### Conferencia andina
Los equipos participantes fueron Borregos Rugby Club, Club de Rugby Caballeros de Mérida, Mérida Rugby Club y Pucará El Vigía Rugby Club. Mérida Rugby Club clasificó a la fase final.

## Fase final
Finalizada la primera fase, los dos primeros equipos de cada grupo pasan a los cuartos de final del torneo, que consiste en partidos eliminatorios. Los equipos que ganan los partidos de cuartos de final se clasifican para las semifinales. Los partidos de semifinales también consisten en partidos eliminatorios. Los ganadores de las semifinales clasifican para el partido final.
|  | Cuartos de final                              | Cuartos de final          |                                               |                               | Semifinales           | Semifinales           |  |                              | Final                 | Final                 |  |
|  | 15 y 16 de agosto de 2015                     | 15 y 16 de agosto de 2015 |                                               |                               | 17 de octubre de 2015 | 17 de octubre de 2015 |  |                              | 31 de octubre de 2015 | 31 de octubre de 2015 |  |
|  |                                               |                           |                                               |                               |                       |                       |  |                              |                       |                       |  |
|  |                                               |                           |                                               |                               |                       |                       |  |                              |                       |                       |  |
|  | Proyecto Alcatraz Rugby Club                  | 46                        |                                               |                               |                       |                       |  |                              |                       |                       |  |
|  | Proyecto Alcatraz Rugby Club                  | 46                        |                                               |                               |                       |                       |  |                              |                       |                       |  |
|  | Albatros Rugby Club                           | 6                         |                                               |                               |                       |                       |  |                              |                       |                       |  |
|  | Albatros Rugby Club                           | 6                         |                                               | Proyecto Alcatraz Rugby Club  | 23                    |                       |  |                              |                       |                       |  |
|  |                                               |                           |                                               | Proyecto Alcatraz Rugby Club  | 23                    |                       |  |                              |                       |                       |  |
|  |                                               |                           | Club de Rugby de la Universidad Metropolitana | 17                            |                       |                       |  |                              |                       |                       |  |
|  | Elite Rugby Club Monagas                      | 12                        | Club de Rugby de la Universidad Metropolitana | 17                            |                       |                       |  |                              |                       |                       |  |
|  | Elite Rugby Club Monagas                      | 12                        |                                               |                               |                       |                       |  |                              |                       |                       |  |
|  | Club de Rugby de la Universidad Metropolitana | 30                        |                                               |                               |                       |                       |  |                              |                       |                       |  |
|  | Club de Rugby de la Universidad Metropolitana | 30                        |                                               |                               |                       |                       |  | Proyecto Alcatraz Rugby Club | 25                    |                       |  |
|  |                                               |                           |                                               |                               |                       |                       |  | Proyecto Alcatraz Rugby Club | 25                    |                       |  |
|  |                                               |                           | Mérida Rugby Club                             | 10                            |                       |                       |  |                              |                       |                       |  |
|  | Maracaibo Rugby Football Club                 | ¿?                        | Mérida Rugby Club                             | 10                            |                       |                       |  |                              |                       |                       |  |
|  | Maracaibo Rugby Football Club                 | ¿?                        |                                               |                               |                       |                       |  |                              |                       |                       |  |
|  | ¿?                                            | ¿?                        |                                               |                               |                       |                       |  |                              |                       |                       |  |
|  | ¿?                                            | ¿?                        |                                               | Maracaibo Rugby Football Club | 6                     |                       |  |                              |                       |                       |  |
|  |                                               |                           |                                               | Maracaibo Rugby Football Club | 6                     |                       |  |                              |                       |                       |  |
|  |                                               |                           | Mérida Rugby Club                             | 51                            |                       |                       |  |                              |                       |                       |  |
|  | Tigres de Cabimas Rugby Football Club         | 12                        | Mérida Rugby Club                             | 51                            |                       |                       |  |                              |                       |                       |  |
|  | Tigres de Cabimas Rugby Football Club         | 12                        |                                               |                               |                       |                       |  |                              |                       |                       |  |
|  | Mérida Rugby Club                             | 26                        |                                               |                               |                       |                       |  |                              |                       |                       |  |
|  | Mérida Rugby Club                             | 26                        |                                               |                               |                       |                       |  |                              |                       |                       |  |
|  |                                               |                           |                                               |                               |                       |                       |  |                              |                       |                       |  |

### Cuartos de final
| 16 de agosto de 2015 | Proyecto Alcatraz Rugby Club | 46-6    | Albatros Rugby Club | Campo de rugby de la Hacienda Santa Teresa, El Consejo |  |
|                      |                              | Reporte |                     |                                                        |  |

| 15 de agosto de 2015 | Elite Rugby Club Monagas | 12-30   | Club de Rugby de la Universidad Metropolitana | Estadio Alexander Bottini, Maturín |  |
|                      |                          | Reporte |                                               |                                    |  |

| 15 de agosto de 2015 | Tigres de Cabimas Rugby Football Club | 12-26   | Mérida Rugby Club | Estadio Venoil, Cabimas |  |
|                      |                                       | Reporte |                   |                         |  |

### Semifinales
| 17 de octubre de 2015 | Proyecto Alcatraz Rugby Club | 23-17   | Club de Rugby de la Universidad Metropolitana | Campo de rugby de la Hacienda Santa Teresa, El Consejo |  |
|                       |                              | Reporte |                                               |                                                        |  |

| 17 de octubre de 2015 | Maracaibo Rugby Football Club | 6-51    | Mérida Rugby Club | Cancha Los Olivos, Maracaibo |  |
|                       |                               | Reporte |                   |                              |  |

### Final
| 31 de octubre de 2015 | Proyecto Alcatraz Rugby Club                                                                                | 25-10   | Mérida Rugby Club                                            | Campo de rugby de la Hacienda Santa Teresa, El Consejo |                          |
|                       | Tries: Niomar Del Corral (1) Isaías Terán (1) Javier Gallardo (1) Con: Larry Brito (2) Pen: Larry Brito (2) | Reporte | Try: Pedro Peña (1) Con: Pedro Peña (1) Drop: Pedro Peña (1) | Árbitro(s): Bilko Castro                               | Árbitro(s): Bilko Castro |

| Campeón Proyecto Alcatraz Rugby Club |
| Primer título                        |